# Garnisonssygehuset i Fredericia
Garnisonssygehuset i Fredericia beliggende Lollandsgade 2-4 var et militært sygehus i Fredericia. Bygningen er opført i 1891 og fungerede som sygehus frem til 1936, da der indrettedes nye lokaler på det nærliggende Bülows Kaserne. Bygningen blev herefter brugt som depot for militært udstyr og husede en korporalskole. Under 2. verdenskrig fungerede det som tysk lazaret. 
I 1984 købte Fredericia Kommune bygningen af militæret og indrettede det til aktivitetshus med forskellige værksteder, cafe m.m. Huset sorterede under kulturudvalget og skulle administreres af brugerne. Derefter fik huset status af selvejende institution. Det har siden da heddet Depotgården.